# 賀峻霖
賀 峻霖 (が しゅんりん、ヘ ジュンリン、中国語:賀峻霖／贺峻霖、　2004年6月15日 - ) は、中国のアイドル、歌手である。
中国のアイドルグループ時代少年団のメンバーであり、主にMC、メインダンサーを担当している。
四川省成都市出身。
愛称は霖霖(りんりん)、小霖鐺(すずちゃん)など。